# Уиллистон-Хайлендс (Флорида)
Уиллистон-Хайлендс (англ. Williston Highlands) — статистически обособленная местность, расположенная в округе Ливи (штат Флорида, США) с населением в 1386 человек по статистическим данным переписи 2000 года.

## География
По данным Бюро переписи населения США, статистически обособленная местность Уиллистон-Хайлендс имеет общую площадь в 29,01 квадратных километров, водных ресурсов в черте населённого пункта не имеется.

## Демография
Из домашних хозяйств в 20,3 % воспитывали детей в возрасте до 18 лет, 57,2 % представляли собой совместно проживающие супружеские пары, в 7,8 % семей женщины проживали без мужей, 31,0 % не имели семей. 25,7 % от общего числа семей на момент переписи жили самостоятельно, при этом 13,7 % составили одинокие пожилые люди в возрасте 65 лет и старше. Средний размер домашнего хозяйства составил 2,31 человек, а средний размер семьи — 2,71 человек.
Население статистически обособленной местности по возрастному диапазону по данным переписи 2000 года распределилось следующим образом: 20,0 % — жители младше 18 лет, 5,3 % — между 18 и 24 годами, 22,7 % — от 25 до 44 лет, 26,7 % — от 45 до 64 лет и 25,3 % — в возрасте 65 лет и старше. Средний возраст жителей составил 46 лет. На каждые 100 женщин в Уиллистон-Хайлендс приходилось 97,4 мужчин, при этом на каждые сто женщин 18 лет и старше приходилось 95,6 мужчин также старше 18 лет.
Средний доход на одно домашнее хозяйство статистически обособленной местности составил 23 607 долларов США, а средний доход на одну семью — 26 941 доллар. При этом мужчины имели средний доход в 29 648 долларов США в год против 22 000 долларов среднегодового дохода у женщин. Доход на душу населения статистически обособленной местности составил 23 607 долларов в год. 19,9 % от всего числа семей в населённом пункте и 21,1 % от всей численности населения находилось на момент переписи населения за чертой бедности, при этом 31,1 % из них были моложе 18 лет и 14,1 % — в возрасте 65 лет и старше.